# Noam Murro
Noam Murro, né le 16 août 1961 à Jérusalem, est un réalisateur israélien.
Il est surtout connu pour ses films Smart People (2008) et 300 : La Naissance d'un empire (2014). Et également la série d’animation La colline aux lapins (2018).

## Biographie

### Vie précoce et personnelle
Murro est né et a grandi à Jérusalem, en Israël, dans une famille d'origine juive.
Au début des années 1990, après avoir terminé ses études en design et architecture à l'Académie des beaux-arts Bezalel à Jérusalem, Murro a quitté Israël pour s’installer à New York. Bien qu'il n'ait jamais reçu d'éducation formelle en cinéma, Murro a décidé que son rêve était de devenir cinéaste. "En tant qu'enfant, j'ai travaillé pour Lia van Leer à la Cinémathèque de Jérusalem. J'ai eu mon éducation cinématographique là-bas, en regardant des films. J'ai travaillé comme huissier, j'ai remplacé les bobines, j'ai nettoyé le théâtre, tout ce qu'il fallait faire, et j'ai pu voir deux films par jour. J'ai fait ça pendant deux ans, sans salaire, juste pour pouvoir voir des films."
Il réside à Los Angeles avec sa femme et ses enfants.

### Carrière
Après avoir étudié l'architecture et s'être établi au fil des ans en tant que directeur de la publicité, il a été nommé six fois pour les DGA Awards, remportant le prix en 2005. Avec Shawn Lacy Tessaro, il a fondé la société de production Biscuit Films, qui a produit de nombreuses campagnes publicitaires réussies.  En 2004, il devait à l'origine réaliser Le Cercle 2, mais a quitté le film en raison de "différences créatives".  En 2012, il a réalisé des campagnes publicitaires pour des marques bien connues telles que Adidas, Nike, eBay, Volkswagen, Land Rover, Toshiba, Stella Artois et bien d'autres. En 2008, Murro a fait ses débuts en tant que réalisateur avec son premier long-métrage, Smart People, une comédie présentée au Festival du film de Sundance 2008. À sa sortie, le film reçoit des critiques négatives et un échec commercial, mais ce film permet à Murro de se faire connaître dans le milieu du cinéma. 
En 2011, il a été choisi pour diriger Die Hard : Belle journée pour mourir, cinquième volet de la série de films Die Hard. Murro a cependant abandonné le projet et c’est finalement John Moore qui a ensuite été recruté pour le remplacer. La même année, Zack Snyder lui confier la réalisation de 300 : La Naissance d'un empire, préquelle et suite de 300. Le film fut un succès commercial, malgré des critiques mitigées.
En 2018, il revient à la réalisation sur une mini-série d'animation, La colline aux lapins, basé sur le roman du même nom de Richard Adams. La série sera diffusée sur Netflix où il obtient un accueil positif.

## Filmographie

### Cinéma
- 2008 : Smart People
- 2014 : 300 : La Naissance d'un empire (300: Rise of an Empire)

### Télévision
- 2018 : La colline aux lapins (Watership Down)